# Emmett Till
Emmett Louis Till, detto Bobo (Chicago, 25 luglio 1941 – Money, 28 agosto 1955), era un ragazzo afroamericano che fu brutalmente assassinato per motivi razziali nella località di Money, in Mississippi.
La sua morte è ricordata come uno degli eventi chiave che hanno rafforzato il nascente Movimento per i diritti civili degli afroamericani. I principali sospettati furono assolti, ma in seguito ammisero di aver commesso il crimine.

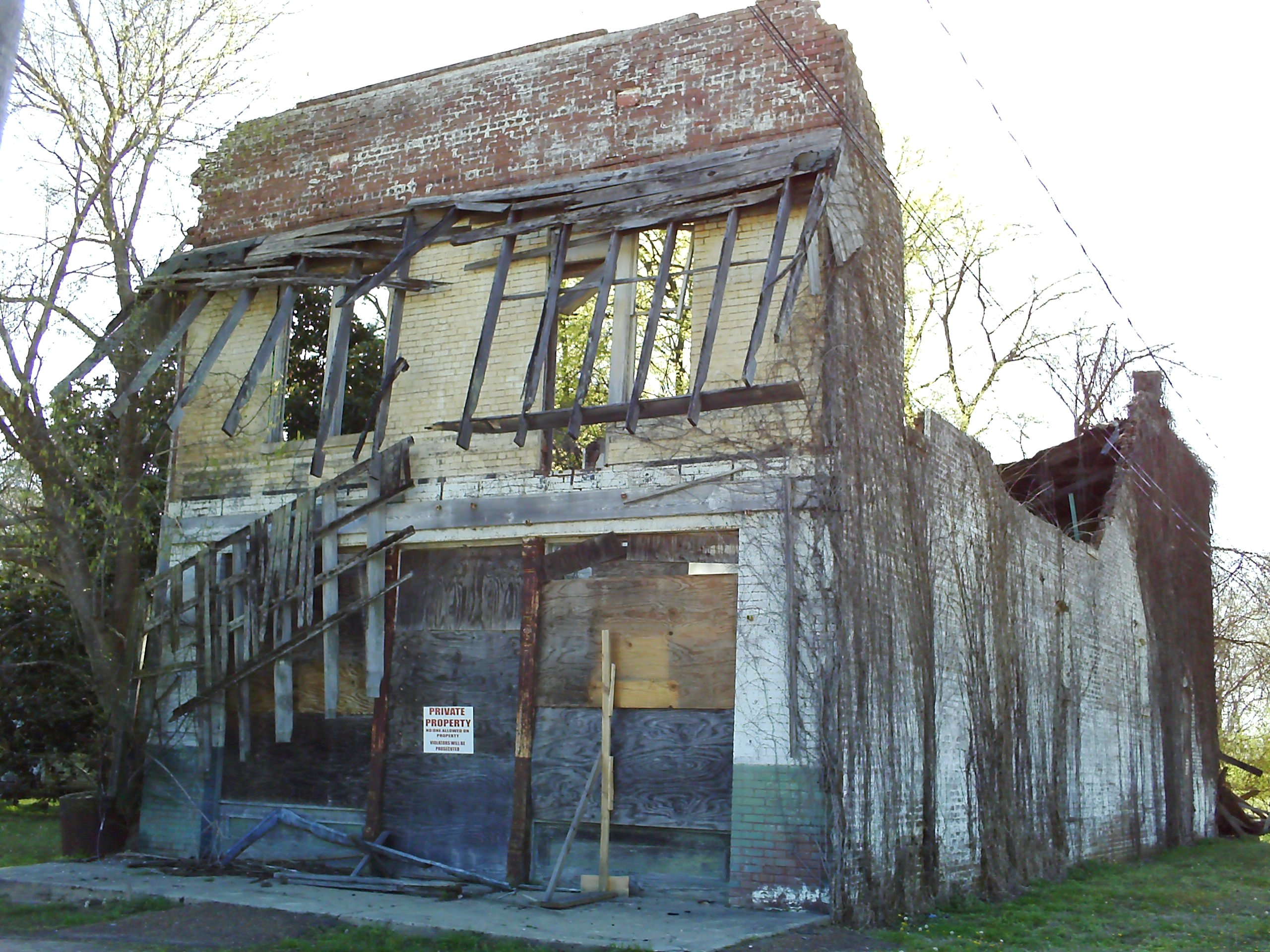
Quello che rimane del Bryant's Grocery and Meat Market, il negozio dove Till incontrò Carolyn Bryant

La madre chiese per il figlio una cerimonia funebre pubblica, con la bara aperta, perché tutti potessero vedere come il ragazzo fosse stato torturato e assassinato: era stato picchiato, gli era stato cavato un occhio, gli avevano sparato e l'avevano infine gettato nel fiume Tallahatchie con legata al collo una pala di una ginnatrice (strumento usato per la lavorazione del cotone) come zavorra con del filo spinato. Il cadavere rimase nel fiume per tre giorni prima di essere scoperto e recuperato da due pescatori. Venne poi sepolto nel Burr Oak Cemetery ad Alsip, in Illinois.
L'inchiesta venne ufficialmente riaperta nel 2004 e il corpo riesumato per poter eseguire un'autopsia. La salma venne quindi riseppellita dalla famiglia.

## Storia
Emmett Till era figlio di Mamie Carthan Till e Louis Till. La madre era nata nella regione del delta del Mississippi, nella cittadina di Webb. Quando aveva due anni, la famiglia si trasferì nell'Illinois. Mamie e Louis si separarono nel 1942 e la donna crebbe il figlio da sola.
Il padre di Emmett, Louis, venne arruolato nell'esercito americano nel 1943. Mentre prestava servizio in Italia, venne giudicato colpevole dello stupro di due donne e dell'omicidio di una terza, e condannato a morte per impiccagione da un tribunale militare presso Pisa nel luglio 1945. Prima dell'uccisione di Emmett, la famiglia Till non sapeva nulla di tutto ciò, solo che Louis era stato ucciso per "cattiva condotta". Le circostanze dell'esecuzione di Louis Till vennero rese note solo dopo la morte del figlio dal senatore James Eastland, convinto segregazionista, nel tentativo di distogliere il favore popolare dalla signora Till poche settimane prima dei processi a Roy Bryant e J.W. Milam, i due sospettati dell'omicidio: la tesi che si voleva far passare era che il comportamento criminale era comune nella famiglia Till.

### Gli eventi
Nel 1955 Till e suo cugino vennero mandati a passare le vacanze estive dal prozio di Emmett, Moses Wright, che viveva a Money, nel Mississippi. Mamie sapeva che i rapporti fra bianchi e neri nel Mississippi e nel sud degli Stati Uniti erano molto diversi da quelli esistenti a Chicago. Nello Stato si erano già verificati parecchi casi di linciaggi di neri e omicidi a sfondo razziale erano ancora relativamente frequenti, specialmente nella regione del Delta che Emmett si apprestava a visitare. Le tensioni razziali si erano inoltre acuite da quando la Corte Suprema degli Stati Uniti aveva deciso, nel 1954, di abolire la segregazione nelle scuole pubbliche.
Till arrivò a Money il 21 agosto. Il 24 agosto si recò, assieme ad altri ragazzi, al Bryant's Grocery and Meat Market per acquistare dolciumi e bibite. I ragazzi erano figli di mezzadri e avevano passato l'intera giornata a raccogliere cotone. L'emporio era di proprietà di Roy e Carolyn Bryant, marito e moglie. Il cugino di Till e altri ragazzi di colore, tutti al di sotto dei 16 anni, erano con lui nel locale. Till aveva mostrato loro delle foto della sua vita a Chicago, compresa una di lui con i suoi amici e la sua fidanzata, una ragazza bianca: i ragazzi non riuscivano a credere che Emmett fosse fidanzato con una bianca, e lo sfidarono a rivolgere la parola a una donna bianca nel negozio.
Mentre Till stava lasciando il locale, apparentemente disse Bye, baby a Carolyn Bryant, una donna bianca, sposata: questa si alzò e corse alla sua auto. I ragazzi, temendo che potesse tornare con una pistola, fuggirono terrorizzati. Quando il marito di Carolyn, Roy, venne a sapere questo fatto al momento del suo ritorno in città qualche giorno dopo, s'infuriò. Il cugino di Till, Wheeler Parker Jr., che si trovava con lui nel negozio, afferma che Emmett si limitò a fischiare alla donna e nulla più: "Amava le beffe, gli scherzi, gli piaceva divertirsi... nel Mississippi, la gente non pensava che questo tipo di scherzi fosse divertente". Carolyn Bryant affermò in seguito che Till l'aveva afferrata alla vita e le aveva chiesto un appuntamento. Disse che il giovane aveva inoltre usato parole "irriferibili": Emmett aveva una leggera balbuzie, e alcuni hanno ipotizzato che la Bryant abbia potuto fraintendere ciò che le disse.
Quando Roy Bryant, all'epoca ventiquattrenne, ritornò in città tre giorni dopo, tutti nella contea di Tallahatchie erano al corrente dell'accaduto, sul quale circolavano innumerevoli versioni. Bryant decise che lui e il suo fratellastro, J.W. Milam, di 36 anni, si sarebbero incontrati quella domenica alle due di notte per "dare una lezione al ragazzo".

### L'omicidio
Verso la mezzanotte e mezza del 27 agosto, Bryant e Milam rapirono Emmett Till dalla casa del suo prozio. Secondo il racconto dei testimoni, lo portarono in auto verso un capannone in una piantagione presso la contea di Sunflower, dove lo stuprarono, picchiarono, seviziarono e ammazzarono. Gli legarono un peso attorno al collo e gettarono il corpo nel fiume Tallahatchie presso Glendora, un altro villaggio a nord di Money.
Ben presto sospettati per la scomparsa, Bryant e Milam vennero arrestati il 29 agosto, dopo che avevano passato la serata con alcuni parenti a Ruleville, distante poche miglia dalla scena del crimine. Entrambi ammisero di aver portato via il ragazzo dalla casa del prozio, ma sostennero di averlo lasciato libero quella stessa notte. I due fratellastri tentarono di convincere tutti che il ragazzo fosse tornato a Chicago: in effetti, quando il corpo venne recuperato, l'unico mezzo per risalire all'identità della vittima fu l'anello che aveva al dito, che apparteneva a suo padre Louis e che la madre gli aveva dato prima che partisse.
Appena si diffuse la notizia della scomparsa di Till, il leader del NAACP Medgar Evers, il segretario della sezione del Mississippi e Amzie Moore, il capo del capitolo della contea di Bolivar, si misero in azione, travestendosi da raccoglitori di cotone e andando nei campi per raccogliere informazioni utili a rintracciare il giovane venuto da Chicago. Al contempo alcuni ritenevano che fossero i parenti stessi di Till a tenerlo nascosto temendo rappresaglie, o che lo avessero già fatto tornare a casa, dove sarebbe stato al sicuro.
Moses Wright, che fu testimone al momento del rapimento di Till, riferì allo sceriffo di aver sentito la voce di una donna identificare Emmett come "quello lì" e che dopo i due uomini lo avevano portato via in auto. Bryant e Milam sostennero invece che in seguito avevano scoperto che non era stato Till "quello" che aveva insultato la signora Bryant, e giurarono allo sceriffo George Smith che allora lo avevano lasciato andare. Dopo essere stati assolti, cambiarono versione e confessarono.
In un editoriale di venerdì 2 settembre, il giornalista di Greenville Hodding Carter affermò che "le persone colpevoli di un crimine così efferato dovrebbero essere perseguite fino all'estremo limite consentito dalla legge", un'affermazione coraggiosa, all'epoca, per un redattore di un giornale del Mississippi.

### Il funerale
Dopo che il cadavere orribilmente sfigurato di Emmett Till venne scoperto, venne posto in una cassa di legno di pino e stava per essere interrato, ma Mamie Till volle che la salma facesse ritorno a Chicago. L'impresa di pompe funebri, viste le condizioni del corpo, non aveva intenzione di aprire la cassa, ma Mamie Till combatté risolutamente questa decisione: poiché lo Stato del Mississippi non permetteva all'impresa di aprirla, Mamie minacciò di farlo da sola, sostenendo che aveva diritto di vedere suo figlio per l'ultima volta. E dopo aver visto la salma, pretese che la cerimonia funebre si svolgesse con la bara aperta, e consentì a tutti di scattare fotografie, perché tutti vedessero come era stato ridotto il corpo di Till. Le fotografie del cadavere mutilato di Till ebbero una vasta diffusione negli Stati Uniti, e comparvero sulla rivista Jet, suscitando un'intensa reazione popolare. Secondo alcune stime, circa 50.000 persone videro il corpo.
Emmett Till fu sepolto il 6 settembre nel Burr Oak Cemetery ad Alsip, in Illinois. Quello stesso giorno, Bryant e Milam vennero accusati dal grand jury.

### Il processo
Quando Mamie Till giunse nel Mississippi per testimoniare al processo, andò a stare nella casa di T.R.M. Howard, nella cittadina di Mound Bayou, dalla popolazione esclusivamente di colore. Assieme a lei, nella casa di Howard si trovavano giornalisti neri, tra cui Cloyte Murdock dell'Ebony Magazine, alcuni testimoni chiave e il membro del Congresso Charles Diggs, del Michigan, primo presidente del Congressional Black Caucus, organizzazione che rappresenta i membri di colore del Congresso. Howard era un importante leader del movimento per i diritti civili, membro di molte confraternite del Mississippi, il capo del Regional Council of Negro Leadership (RCNL) e uno dei neri più ricchi dello Stato.
Il giorno prima del processo, Frank Young, un contadino nero, si recò a casa di Howard e disse che gli era giunta voce che Milam e Bryant avevano avuto dei complici nel delitto. Le parole di Young diedero il via a un'indagine che vide una fino ad allora mai vista stretta collaborazione fra i tutori della legge locali, l'NAACP, la RCNL, giornalisti neri e giornalisti locali. Il processo ebbe inizio il 19 settembre. Moses Wright, il prozio di Emmett, era uno dei principali testimoni: indicò con il dito uno dei due sospettati e disse "È lui", intendendo l'uomo che aveva ucciso suo nipote.
Un altro testimone chiave per l'accusa era Willie Reed, uno studente di 18 anni che viveva in una piantagione a Drew, Mississippi, nella contea di Sunflower: l'accusa lo aveva rintracciato grazie alle indagini partite dalla segnalazione di Young. Reed testimoniò di aver visto un furgoncino all'esterno di un capannone in una piantagione vicino a Drew di proprietà di Leslie Milam, fratello di J.W. Milam e Roy Bryant. Disse che all'interno, davanti, si trovavano quattro uomini bianchi, fra cui J.W. Milam, e che sul retro vi erano tre neri, fra cui Till. Quando il furgoncino sparì dentro il capannone, disse di aver sentito delle grida, come se fosse in atto un pestaggio. Disse di non conoscere l'identità degli altri neri.
Il 23 settembre la giuria, composta da 12 maschi, tutti bianchi, assolse gli imputati. Il verdetto fu pronunciato in soli 67 minuti; uno dei giurati disse che si erano presi una "pausa per prendersi una bibita" per allungare il tempo fino a un'ora "per farlo sembrare vero". Quest'assoluzione scandalosa fece infuriare la gente non solo negli Stati Uniti, e contribuì a rafforzare il nascente movimento per i diritti civili.

### Conseguenze del processo
Già durante il processo, Howard e alcuni giornalisti neri come James Hicks del Baltimore Afro-American fecero i nomi di diversi neri che, a quanto si credeva, si trovavano sul furgoncino presso Drew, tra cui tre lavoranti di J.W. Milam: Henry Lee Loggins, Levi 'Too-Tight' Collins e Joe Willie Hubbard. Nei mesi successivi al processo, sia Hicks sia Howard richiesero un'inchiesta federale contro lo sceriffo H.C. Strider, accusandolo di aver rinchiuso Collins e Loggins in prigione per impedire loro di testimoniare.
Nel gennaio del 1956 in un articolo sulla rivista Look per il quale vennero pagati 4.000 dollari, J.W. Milam e Roy Bryant ammisero al giornalista William Bradford Huie di aver ucciso Till: non temevano di venire processati due volte per lo stesso crimine, in forza del principio del Ne bis in idem, sancito dalla Costituzione. Milam affermò che inizialmente la loro intenzione era di spaventare Till colpendolo con una pistola e minacciandolo di gettarlo da un dirupo, ma proseguì dicendo che il ragazzo non si mostrava per nulla impaurito, non credeva che lo avrebbero realmente ucciso, e per tutto il tempo mantenne sempre un atteggiamento apertamente "insolente" e per nulla pentito, così che i fratelli conclusero che non rimaneva loro altra scelta se non dare a Till una lezione esemplare. L'articolo si concentrava esclusivamente sul ruolo di Milam e Bryant nell'omicidio, e non menzionava altri possibili complici.
Nel febbraio 1956 la versione di Howard del rapimento e dell'omicidio, che invece sosteneva il possibile coinvolgimento di Hubbard e Loggins, comparve nell'opuscolo Time Bomb: Mississippi Exposed and the Full Story of Emmett Till di Olive Arnold Adams. Più o meno nello stesso periodo un giornalista bianco, la cui identità non è ancora stata accertata e che usava lo pseudonimo di Amos Dixon, scrisse una serie di articoli sul California Eagle che presentavano sostanzialmente la stessa tesi di Time Bomb, ma con descrizioni più dettagliate del possibile ruolo svolto da Loggins, Hubbard, Collins e Leslie Milam. Time Bomb e gli articoli di Dixon non ebbero però un impatto duraturo sull'opinione pubblica: l'articolo di Huie divenne la versione maggiormente accettata degli eventi.
Nel 1957 Huie ritornò sul caso, sempre su Look, in un articolo in cui informava che i concittadini di Milam e Bryant li evitavano e i loro esercizi commerciali stavano chiudendo a causa degli scarsi guadagni.
Milam e Bryant morirono entrambi di cancro, rispettivamente nel 1980 e nel 1994: i due non mostrarono mai alcun rimorso per l'omicidio di Till, anzi davano l'impressione di credere di non aver fatto nulla di male. In effetti, solo pochi mesi prima di morire Bryant si lamentò amaramente in un'intervista di non aver mai ricavato tanti soldi dalla morte di Till quanti gliene sarebbero spettati, e che anzi questo fatto gli aveva rovinato la vita.
Nel 1991 una strada di Chicago venne chiamata "Emmett Till Road"; nel 2006 una targa posta sul luogo della morte di Till venne sfregiata e scomparve nell'agosto 2007. Circa una settimana dopo venne sostituita da una replica.

### Indagini recenti
Nel 1996 Keith Beauchamp iniziò una serie di ricerche per un film che progettava di girare sulla vicenda, e giunse alla conclusione che potessero essere state coinvolte nell'omicidio non meno di 14 persone. Nel corso delle sue interviste riuscì a parlare con testimoni oculari che prima di allora non avevano mai parlato pubblicamente. Decise allora di produrre un documentario, completato nove anni dopo, The Untold Story of Emmett Louis Till. Dalla visione del documentario partirono dall'NAACP e da altri diverse richieste perché il caso fosse riaperto. Nel documentario sono incluse anche due lunghe interviste a Loggins e Reed, già sentiti dai Beito nel 2001: Loggins ripeté la sua versione, negando ogni coinvolgimento. Beauchamp si è però sempre decisamente rifiutato di fare i nomi delle 14 persone, cinque delle quali sarebbero ancora vive, che a suo dire avrebbero preso parte all'omicidio.
Nel 2001 David T. Beito, professore associato all'Università dell'Alabama, e Linda Royster Beito, preside del dipartimento di scienze sociali dello Stillman College, furono i primi, dopo decenni, a rintracciare e intervistare due dei testimoni principali del processo: Henry Lee Loggins e Willie Reed, nell'ambito di alcune loro ricerche per una biografia di T.R.M. Howard. Nell'intervista rilasciata ai due studiosi, Loggins negò di aver saputo nulla dell'omicidio o di essere stato a bordo del furgone parcheggiato davanti al capannone a Drew. Reed ripeté la testimonianza fatta al processo, di aver visto tre neri e quattro bianchi (fra cui J.W. Milam) a bordo. Quando però gli venne chiesto di provare a identificarli, non fece il nome di Loggins. I Beito scoprirono inoltre che Levi Too-Tight Collins, un altro uomo di colore che apparentemente sarebbe stato a bordo del furgone, era morto nel 1993.
Il 10 maggio 2004 il Dipartimento della Giustizia degli Stati Uniti annunciò la riapertura del caso, allo scopo di determinare se altri al di fuori di Milam e Bryant fossero stati coinvolti. Sebbene il reato secondo la legge federale fosse caduto in prescrizione, i colpevoli potevano ancora essere perseguiti di fronte al tribunale dello Stato, e l'indagine fu portata avanti dall'FBI e dai pubblici ufficiali del Mississippi in stretta collaborazione. Poiché all'epoca non si era proceduto a fare alcuna autopsia sul corpo di Till, la salma venne riesumata il 31 maggio 2005 e il coroner della contea di Cook, nell'Illinois, si occupò di eseguirla; il corpo venne riseppellito dai parenti il 4 giugno, dopo essere stato identificato con certezza come quello di Emmett Till.
Nel febbraio 2007 il giornale Clarion-Ledger di Jackson riferì che l'FBI né il Grand Jury della contea di Leflore, composto da Joyce Chiles, pubblico ministero di colore, avevano ritenuto credibile l'affermazione di Keith Beauchamp secondo cui 14 persone avessero preso parte al rapimento e all'omicidio di Emmett Till, o che alcuna di queste fosse ancora viva. Il Grand Jury decise inoltre di non perseguire Carolyn Bryant Donham, ex moglie di Roy Bryant. L'FBI né il Grand Jury avevano trovato prova del fatto che Henry Lee Loggins, che al presente viveva in un ospizio in Ohio, identificato da Beauchamp come uno dei sospettati, avesse avuto alcun ruolo nel crimine. A parte Loggins, Beauchamp rifiuta tuttora di fare altri nomi, sebbene l'FBI e il District Attorney abbiano concluso le loro indagini: in un articolo del 18 febbraio 2007 sul Clarion-Ledger, Jerry Mitchell bolla semplicemente le accuse di Beauchamp come "una leggenda". Nello stesso articolo vengono smontate le voci che volevano che Till fosse stato castrato dai suoi torturatori: questa teoria era stata presentata acriticamente per la prima volta nel documentario di Beauchamp Untold Story, sebbene Mamie Till-Mobley (la madre di Emmett) avesse detto in un documentario precedente girato da Stanley Nelson, The Murder of Emmett Till (2003), che gli organi genitali di suo figlio erano intatti quando aveva esaminato il cadavere. L'autopsia effettuata di recente, come riportato da Mitchell, conferma il resoconto originario della Mobley-Till.
Nel marzo 2007 la famiglia Till ricevette i risultati dell'indagine svolta dall'FBI: dal rapporto pubblicato il 29 marzo 2007, Emmett Till era morto per una ferita di arma da fuoco alla testa, e presentava fratture ai polsi, al cranio, al retto e alle gambe.

## Nella cultura di massa
- L'assassinio di Emmett Till suscitò un'impressione profonda nei cittadini afroamericani, negli attivisti per i diritti civili e in molti altri. Alcune opere letterarie che trassero ispirazione dalla vicenda furono il primo lavoro teatrale del futuro premio Nobel Toni Morrison (Dreaming Emmett), poesie di Langston Hughes, Gwendolyn Brooks e Audre Lorde.
- Il pugile Muhammad Ali, che aveva 13 anni all'epoca dell'omicidio, disse in un'intervista che la notizia della morte di Till ebbe un profondo impatto su di lui e sul suo modo di giudicare i bianchi.
- Bob Dylan scrisse una canzone intitolata The Death of Emmett Till nel 1962.
- La band di alternative rock degli anni novanta, Emmett Swimming, prende il nome da Emmett Till. In base a quanto detto dalla band, "l'idea di base per il nome era che un ragazzo di quattordici anni dovesse nuotare nel fiume, non morirci".
- Recenti adattamenti letterari includono due racconti vincitori di premi: Your Blues Ain't Like Mine (1992) di Bebe Moore Campbell e Wolf Whistle (1993) di Lewis Nordan.
- Nel 2003 il celebre cestista NBA Kobe Bryant fu accusato di stupro e dovette subire un processo; il 15 settembre nella striscia a fumetti The Boondocks comparve questa battuta:
Huey: Stavo pensando... che cosa direbbe Emmett Till a Kobe Bryant ora?
Caesar: Pensi che a te sia andata male? Io ho solo fischiato!
- La morte di Emmett Till è oggetto di un capitolo del romanzo The Time of Our Singing di Richard Powers, del 2003.
- È citato nella canzone Through The Wire di Kanye West, appartenente all'album The College Dropout, del 2004.
- Nel febbraio 2006 la scuola elementare frequentata da Till a Chicago prese il suo nome in suo onore, ed è in progetto l'apertura di un museo dedicato alla vicenda.
- Preacherman, singolo di lancio del quarto album di Melody Gardot Currency of Man, è dedicato a Emmett Till. La canzone è stata ufficialmente pubblicata nell'aprile 2015. Il video che accompagna il brano è parzialmente ispirato al ritrovamento del corpo del ragazzo.
- È citato nella canzone Karate Chop di Future (ft. Lil Wayne), appartenente all'album Honest del 2014. Successivamente a critiche, la citazione è stata eliminata dal testo.
- L'episodio viene inoltre citato e rappresentato dal rapper XXXTentacion nel video ufficiale della sua hit Look At Me, pubblicato nel settembre del 2017.[11]
- La vicenda viene citata nel film-documentario del 2016 XIII emendamento diretto da Ava DuVernay e candidato al premio Oscar al miglior documentario. Il documentario tratta il tema della criminalizzazione degli afroamericani negli USA.
- Sulla vicenda di Emmett Till è incentrata la miniserie Women of the Movement.
- Sulla vicenda di Emmett Till e la lotta della madre Mamie Till per la ricerca della verità sull'accaduto è incentrato il film Till - Il coraggio di una madre.
- Viene citato più volte nel primo episodio della settima stagione di Riverdale.